# Dragon Ball Z: Hyper Dimension
Dragon Ball Z: Hyper Dimension  (ドラゴンボールZ ハイパー ディメンション  Doragon Bōru Zetto Haipā Dimenshon?) es el último videojuego de Dragon Ball lanzado para la Super Nintendo. El juego fue lanzado en Japón el 29 de marzo de 1996 y en Europa en febrero de 1997.

## Información
Implementaba importantes cambios en el sistema de control comparado con otros juegos de Dragon Ball para SNES, ya que la desaparición de la split-screen (pantalla partida) consiguió que los combates se centraran en ataques cuerpo a cuerpo, dejando en un segundo plano a los ataques de energía y la estrategia. La clásica barra de vida, típica de los juegos de lucha, tuvo aquí dos funciones, ya que aparte de actuar como barra de vida, también lo hacía como la de energía, de manera que al ejecutar ataques especiales, disminuía automáticamente nuestra salud. Además, al recargar energía también se incrementaba nuestra barra de salud.
Los gráficos cambiaron de motor en este juego, y lo alejaba claramente de los demás títulos de la franquicia. Ahora, los modelados eran más detallados, tenían un cuadro de animaciones más amplio por segundo, y los escenarios donde combatíamos, aparte de ser fieles y bonitos, eran ricos en detalle. El juego presentaba como novedad la posibilidad de cambiar y "moverse" tanto horizontal como verticalmente a otros escenarios. Algunos de los aspecto más criticados del juego fueron la inclusión de Vegeta únicamente en su "forma Majin" y la inclusión de un segundo plano de profundidad a la "Fatal Fury" en los escenarios terrestres que, al contrario de lo que podría parecer, restaba fluidez y posibilidades de batalla al juego, pues es continuamente utilizado por la máquina para esquivar ataques.
Los personajes disponibles en el juego son un total de 10, casi todos de la saga de Boo. La versión francesa no incluye el modo historia.

## Modos

### Historia (Exclusivo de Japón)
El modo historia abarca desde finales de la saga de Freezer hasta que termina el manga. A diferencia de otros juegos, la pérdida de ciertas peleas no impide el progreso de la trama. La derrota de otros personajes, normalmente de Goku o Gohan, requieren el uso de las semillas del ermitaño (el clásico continue) para seguir peleando.
A diferencia de otros juegos de lucha de la época como Street Fighter, Tekken y Mortal Kombat, la trama no se centra en el personaje elegido por el jugador.
Este modo no es del todo fiel a la historia original, debido a los pocos personajes. Por ejemplo, la ausencia de Trunks del futuro, o Majin Vegeta peleando contra Cell. La lista de peleas para completar el juego es:
| - #1: Piccolo vs Freezer - #2: Goku SSJ vs Freezer - #3: Vegeta SSJ vs Cell - #4: Goku SSJ vs Cell - #5: Goku SSJ2 vs Majin Vegeta SSJ2 - #6: Vegeta SSJ2 vs Majin Boo - #7: Goku SSJ2 vs Majin Boo - #8: Goku SSJ2 vs Majin Boo | - #9: Goku SSJ2 vs Kid Boo - #10: Vegeta SSJ2 vs Kid Boo - #11: Majin Boo vs Kid Boo - #12: Goku SSJ2 vs Kid Boo - Bonus #1: Gohan Místico vs Goku SSJ2 - Bonus #2: Gohan Místico vs Gotenks SSJ3 - Bonus #3: Gohan Místico vs Vegetto SSJ |

### Otros
- Versus Contra otro jugador o contra la consola
- Torneo
- Entrenamiento

## Personajes
| Héroes - Goku SSJ - Vegeta Majin SSJ - Vegetto SSJ - Gohan Místico - Gotenks SSJ3 - Piccolo | Villanos - Freezer Forma definitiva - Cell perfecto - Mr. Boo - Kid Boo |